# Raymond (Kansas)
Raymond és una població dels Estats Units a l'estat de Kansas. Segons el cens del 2000 tenia 95 habitants.

## Demografia
Segons el cens del 2000, Raymond tenia 95 habitants, 43 habitatges, i 28 famílies. La densitat de població era de 114,6 habitants/km².
Dels 43 habitatges en un 20,9% hi vivien nens de menys de 18 anys, en un 48,8% hi vivien parelles casades, en un 11,6% dones solteres, i en un 32,6% no eren unitats familiars. En el 32,6% dels habitatges hi vivien persones soles el 20,9% de les quals corresponia a persones de 65 anys o més que vivien soles. El nombre mitjà de persones vivint en cada habitatge era de 2,21 i el nombre mitjà de persones que vivien en cada família era de 2,72.
Per edats la població es repartia de la següent manera: un 22,1% tenia menys de 18 anys, un 4,2% entre 18 i 24, un 20% entre 25 i 44, un 29,5% de 45 a 60 i un 24,2% 65 anys o més.
L'edat mediana era de 46 anys. Per cada 100 dones de 18 o més anys hi havia 111,4 homes.
La renda mediana per habitatge era de 20.000 $ i la renda mediana per família de 28.750 $. Els homes tenien una renda mediana de 13.125 $ mentre que les dones 12.500 $. La renda per capita de la població era de 12.654 $. Entorn del 23,1% de les famílies i el 33,7% de la població estaven per davall del llindar de pobresa.

## Poblacions més properes
El següent diagrama mostra les poblacions més properes.